# Staurois
Staurois é um género de anfíbio anuro pertencente família Ranidae, nativas do Bornéu e Filipinas.

## Espécies
- Staurois guttatus (Günther, 1858)
- Staurois latopalmatus (Boulenger, 1887)
- Staurois natator (Günther, 1858)
- Staurois nubilus (Mocquard, 1890)
- Staurois parvus Inger and Haile, 1959
- Staurois tuberilinguis Boulenger, 1918